# 伍德代爾 (伊利諾伊州)
伍德代爾（英語：Wood Dale）是一個位於美國伊利諾伊州杜佩奇縣的城市。

## 地理
伍德代爾的座標為41°47′47″N 87°58′42″W / 41.79639°N 87.97833°W，而該地的平均海拔高度為209米（即686英尺）。

## 人口
根據2010年美國人口普查的數據，伍德代爾的面積為12.54平方千米，當中陸地面積為12.24平方千米，而水域面積為0.30平方千米。當地共有人口13,770人，而人口密度為每平方千米1,098.09人。